# 판징산
판징산(중국어: 梵淨山 판징샨[*], 한국어: 범정산)은 중국 구이저우성 퉁런시 일대에 위치한 해발 2572m의 산이다. 중국의 명승지로 유명하며 중국국가 5A급여유경구에 등록되어 있다. 2018년 바레인 마나마에서 열린 제42회 세계유산위원회 총회에서 유네스코 세계자연유산에 등재되었다.

## 개요
판징산의 명칭은 불교의 '범천정토(梵天淨土)'에서 유래되었으며, 구이저우를 대표하는 '구이저우 제일명산' 중 하나이다. 또한중국십대불교명산 중 하나이며, 미륵보살의 성지로도 유명하다. 이 일대는 황금들창코원숭이의 서식지로도 유명하다.

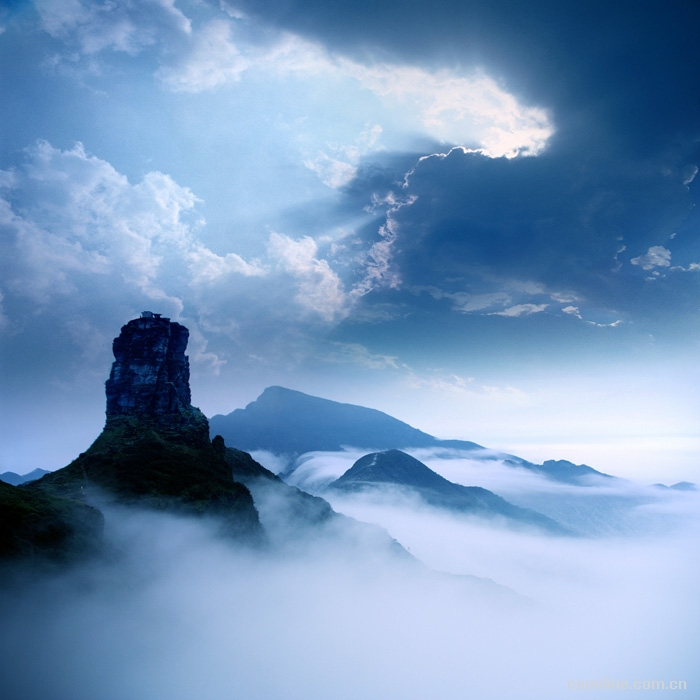
판징산 홍운금정
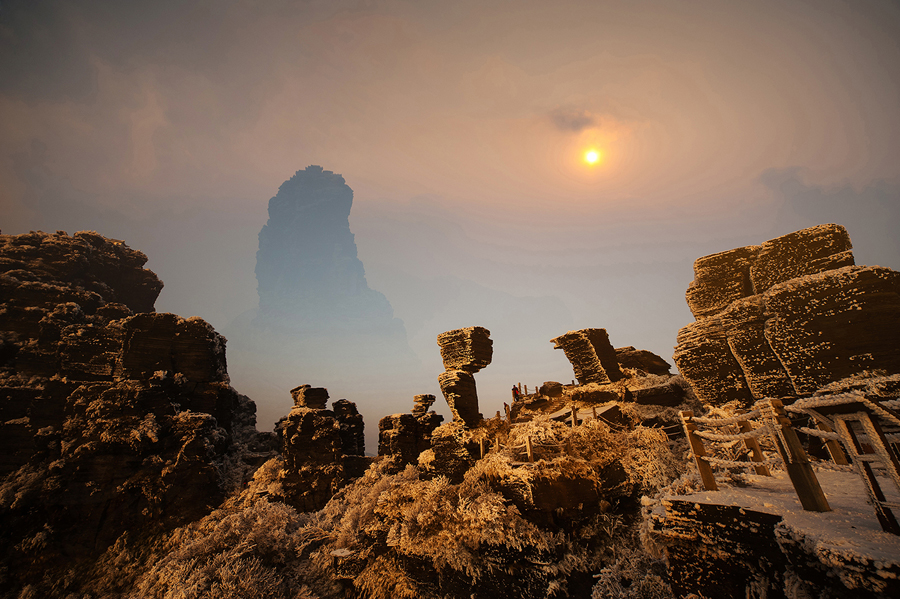